# 不穩定帶
不穩定帶是在赫羅圖上接近垂直的一塊區域，這是脈動變星（包括天琴座RR變星、造父變星、室女W型變星、鯨魚ZZ型變星、金牛RV型變星、盾牌δ型變星、鳳凰SX型變星和快速震盪Ap星）分佈的區域。
不穩定帶橫斷主序帶的A和F型星（1-2太陽質量），並幾乎向上垂直擴展（稍有向右傾斜）直至最明亮的區域。不穩定帶的底部在赫羅圖上的赫氏空隙。

## 脈動
不穩定帶的恆星脈動肇因於氦III（兩顆電子都電離的氦）。在一般的A-F-G型恆星的氦在光球層是中性的，深入光球層內，在溫度大約是25,000-30,000K，氦的第一顆電子會被電離（He II），再深入致溫度高達35,000-50,000K處，第二顆電子也會電離（He III）。
當恆星收縮時，He II層的密度和溫度增加，He II恆星轉換成He III恆星（兩顆電子都電離）。不透明度的增加，使得來自恆星內部的能量流被更有效率的吸收，因此這一層因為溫度的增加而開始膨脹。在膨脹之後，溫度和密度下降，使得He III與電子再結合，又恢復為He II。較外層的收縮使得脹縮的循環開始持續進行。
這個階段的視星等變化和徑向速度脈動的變動取決於在恆星大氣層內的He II層與恆星表面的距離。